# JAN JAN JAPANESE
「JAN JAN JAPANESE」（ジャン ジャン ジャパニーズ）は、2019年5月15日に発売された郷ひろみ104作目のシングル。

## 解説
楽曲、アートワークともに和のテイストを前面に押し出した1年振り、令和に入って初の新曲。初回生産限定盤は「JAN JAN JAPANESE」ミュージックビデオ、メイキング映像に加え、パッケージ化として初となる郷本人による振付解説映像を収録したDVD付属。更に豪華ブックレットと、握手会参加券／プレゼント応募券1枚封入。ジャケット写真の異なる通常盤CDも同日発売。

## 収録曲
全曲　作曲・編曲:井上ヨシマサ
1. JAN JAN JAPANESE（3分21秒）
  - 作詞:田中花乃、井上ヨシマサ
2. 思い描いた場所に、君がいられますように…（3分52秒）
  - 作詞：井上ヨシマサ
3. JAN JAN JAPANESE ~Instrumental
4. 思い描いた場所に、君がいられますように… ~Instrumental